# Сперанский, Евгений Николаевич
Евгений Николаевич Сперанский (1877 — после 1917) — капитан 16-го гренадерского Мингрельского полка, герой Первой мировой войны.

## Биография
Из потомственных почетных граждан. Среднее образование получил в Поневежском реальном училище, где окончил курс.
В 1900 году окончил Виленское пехотное юнкерское училище, откуда выпущен был подпрапорщиком в 158-й пехотный Кутаисский полк. 6 октября 1900 года произведен подпоручиком в тот же полк. Произведен в поручики 20 сентября 1904 года.
С началом русско-японской войны, 27 ноября 1904 года переведен в 284-й пехотный Чембарский полк. За боевые отличия был награждён несколькими орденами, а также золотым оружием «За храбрость». 6 июля 1908 года переведен в 16-й гренадерский Мингрельский полк, 10 ноября того же года произведен в штабс-капитаны. В 1911 году был назначен начальником пулеметной команды.
В Первую мировую войну вступил в должности начальника пулеметной команды мингрельских гренадер. Удостоен ордена Св. Георгия 4-й степени
За то, что в бою 24 сентября 1914 года, у д. Рудка, заняв с пулеметами позицию на правом фланге названной деревни, своим метким огнем долгое время сдерживал наступательное движение противника. Когда же затем пулеметы были разбиты бризантными снарядами, будучи тяжело ранен в голову осколком снаряда, остался в строю, взял винтовку и с оставшимися нижними чинами пулеметчиками продолжал обстреливать неприятеля, пока не потерял сознания.
Будучи тяжело ранен, попал в германский плен. Произведен в капитаны 23 октября 1914 года «за выслугу лет».
Судьба после 1917 года неизвестна.

## Награды
- Орден Святого Владимира 4-й ст. с мечами и бантом (ВП 15.12.1905)
- Орден Святой Анны 4-й ст. с надписью «за храбрость» (ВП 12.02.1906)
- Орден Святого Станислава 3-й ст. с мечами и бантом (ВП 14.11.1906)
- Орден Святой Анны 3-й ст. «за отлично-усердную службу» (ВП 17.03.1907)
- Золотое оружие «За храбрость» (ВП 9.05.1907)
- Орден Святой Анны 2-й ст. с мечами «за боевые отличия в Персии» (ВП 10.02.1913)
- Орден Святого Георгия 4-й ст. (ВП 26.04.1915)